# Hellenic Bank
Hellenic Bank (Grieks:Ελληνική Τράπεζα Δημόσια Εταιρία Λτδ) is de een Cypriotische bank.
De Hellenic bank werd in 1976 opgericht. De bank heeft buiten Cyprus nog kantoren in Moskou, Sint-Petersburg, Kiev en Johannesburg. De Cypriotisch-Orthodoxe Kerk bezit een flink aandeel in deze bank. In 2014 slaagde de bank niet voor de stresstest van de Europese Centrale Bank.